# Mount Ferrara
Mount Ferrara är ett berg i Antarktis. Det ligger i Östantarktis. Argentina och Storbritannien gör anspråk på området. Toppen på Mount Ferrara är 875 meter över havet, eller 159 meter över den omgivande terrängen. Bredden vid basen är 4,6 km.
Terrängen runt Mount Ferrara är platt åt sydost, men åt nordväst är den kuperad. Trakten är obefolkad. Det finns inga samhällen i närheten.